# Eva Logell Wendel
Eva Logell Wendel, född 3 juli 1948 i Lidköping, död 19 december 2020 i Stockholm, var en svensk formgivare.
Hon studerade vid Högskolan för design och konsthantverk i Göteborg under 1970-talet. Efter studierna anställdes hon av Wanja Djanaieff som medarbetare i Nordiska kompaniets designgrupp. Tillsammans med Helena Hedengren, Eva Gellerstedt, Kerstin Boulogner och Boel Matzner förde hon in den moderna formgivningen i NK:s produktion av tyg. Gruppen gjorde tillsammans flera studieresor runt om i världen för att få inspiration för nya produkter. Hennes arbetsuppgift blev senare att få fram mönster till inköparna vid avdelningarna för glas och porslin, inredning, tapeter, leksaker och inredningstextil. Förutom uppdragen hon utförde för NK anlitades hon av externa företag, bland annat skapade hon ett mönster inspirerat av serietidningar som användes i fodret till sovsäckar och täckjackor. Efter nio år vid NK lämnade hon företaget för att som frilans arbeta för bland annat Design 20+, Duka, Bruka och Ljungbergs textil i Floda.